# Río Jares
Der Río Jares (spanisch) bzw. Río Xares (galicisch) ist ein ca. 48 Kilometer langer Fluss im Nordwesten Spaniens, der durch die Provinz Ourense, Galicien fließt. Er ist ein rechter Nebenfluss des Río Bibey.

## Verlauf
Der Río Jares entspringt auf einer Höhe von ca. 1900 m beim Berg Peña Trevinca an der Grenze der Regionen Galicien und Kastilien und León. Er fließt zunächst in westlicher Richtung, wendet sich bei A Veiga nach Norden und wird im weiteren Verlauf durch zwei Talsperren zu Stauseen aufgestaut. Danach fließt er wieder in westlicher Richtung, bevor er bei Chandoiro in den Río Bibey mündet.

## Stauseen
Flussabwärts gesehen wird der Jares durch die folgenden zwei Talsperren zu den gleichnamigen Stauseen aufgestaut:
| Talsperre         | Betreiber | Max. Leistung (MW) | Stausee       | Oberfläche (km²) | Volumen (Mio. m³) |
| ----------------- | --------- | ------------------ | ------------- | ---------------- | ----------------- |
| Prada (⊙)         | Endesa    | 70                 | Prada         | 6,06             | 122               |
| Santa Eulalia (⊙) | Iberdrola | 51                 | Santa Eulalia | 0,41             | 10                |